# Отэн, Клементина
Клементина Отэн (фр. Clémentine Autain; род. 26 мая 1973, Сен-Клу) — французский политик левого толка, депутат Национального собрания Франции от 11-го округа департамента Сен-Сен-Дени с 2017 года.

## Биография
Родилась 26 мая 1973 года в Сен-Клу, дочь актрисы Доминик Лаффен и певца Ивана Дотена (придерживавшегося леворадикальных анархистских взглядов и близкого к Алену Кривину и его Революционной коммунистической лиге), племянница политика Франсуа Отэна (состоявшего в Объединённой социалистической, Социалистической и Левой партиях, а также в Республиканском и гражданском движении), внучка ветерана войны в Индокитае Андре Лаффена (избиравшегося как кандидат правого Союза за новую республику).
С 10 лет пела в детской труппе «Abbacadabra», в 12 лет лишилась матери. В 23 года подверглась нападению и изнасилованию; пережитая трагедия побудила её активнее участвовать в феминистском движении. Окончила Университет Париж VIII, где специализировалась в истории женского движения, а также состояла в ведущем студенческом профсоюзе UNEF и Союзе коммунистических студентов. В 1997 году основала феминистскую ассоциацию Mix-Cité.
В 1998 году приняла участие в работе радикального левого аналитического центра Фонд Коперника. Состояла в Коммунистической партии, избиралась в региональный совет от Левого фронта. В 2001 году по приглашению компартии стала кандидатом левых сил на парламентских выборах в 17-м округе Парижа, но по итогам голосования уступила Франсуазе де Панафё.
С 2001 по 2008 год — помощник мэра Парижа от социалистов Бертрана Деланоэ по делам молодёжи. Уйдя из парижской мэрии, в 2008 году стала активисткой созданной на базе самораспустившейся Революционной коммунистической лиги Новой антикапиталистической партии. В том же году принимала активное участие в учреждении Федерации за социальную и экологическую альтернативу. С 2010 года занималась изданием журнала «Regards» вместе с Роже Мартелли.
В 2012 году являлась пресс-секретарём президентской кампании Жана-Люка Меланшона, в 2014 году избрана в муниципальный совет города Севран, в 2015 году — в региональный совет Иль-де-Франса.
Во втором туре парламентских выборов 2017 года в 11-м округе департамента Сен-Сен-Дени, баллотируясь от левой экологической партии «Вместе», победила с результатом 59,5 % кандидатку президентской партии «Вперёд, Республика!» Эльзу Ванлен (Elsa Wanlin). Вошла во фракцию «Непокорённой Франции».
13 ноября 2017 года израильские власти запретили группе депутатов Национального собрания Франции от Коммунистической партии и партии «Непокорённая Франция», в том числе Отэн, въезд на территорию Израиля за высказанное ими намерение посетить в тюрьме осуждённого Марвана Баргути.
12 июля 2024 года после переизбрания в парламент на досрочных выборах Отэн поддержала группу недовольных политикой Меланшона активистов, в том числе Алексиса Корбье и Даниэллу Симонне и вместе с ними приняла участие в учреждении нового движения под названием Ассоциация за экологичную и социальную Республику (сокращение французского наименования Association pour la République écologique et sociale — APRES — созвучно французскому слову l’après, то есть «после»). Эта организация также связана с Новым народным фронтом, рассматривает плюрализм как достоинство, а не недостаток, и считает необходимым готовить новую политическую реальность «после Макрона», экологического кризиса, подъёма правых сил и Пятой республики.

## Труды

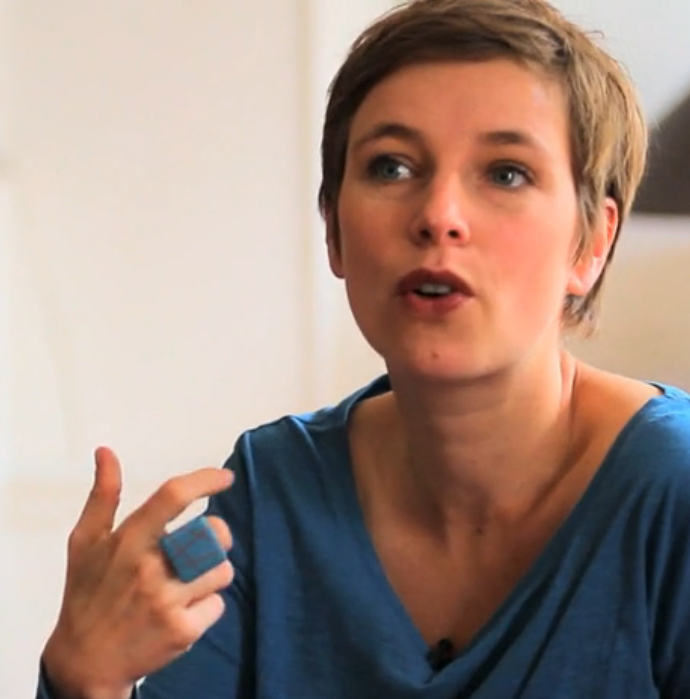
Клеметина Отэн в 2011 году

- Alter égaux, Paris, Robert Laffont, 2001, ISBN 2-221-09315-1
- Les Droits des femmes : l’inégalité en question, Milan, 2003, ISBN 2-7459-0838-3
- Banlieue, lendemains de révolte, ouvrage collectif, Paris, Éditions La Dispute, 2006, ISBN 2-84303-129-X
- Salauds de jeunes, avec Mikael Garnier-Lavalley, Paris, Robert Laffont, 2006, ISBN 2-221-10706-3
- Propositions pour sortir du libéralisme, collectif, Paris, Syllepse, 2006, ISBN 978-2-84950090-3
- Les machos expliqués à mon frère, Paris, Le Seuil, 2008, ISBN 2-02-097004-X
- Transformer, à gauche, Paris, Le Seuil, 2009, ISBN 978-2-02-099229-9
- Postcapitalisme. Imaginer l’après, Vauvert, Au diable vauvert, 2009, ISBN 978-2-84626-194-4
- Un beau jour… combattre le viol, Montpellier, Indigène, 2011, ISBN 978-1-0903-5406-8
- Le Retour du peuple. De la classe ouvrière au précariat, Paris, Éditions Stock, 2012, ISBN 9782234071858
- Ne me libère pas, je m’en charge — Plaidoyers pour l'émancipation des femmes, Paris, J’ai lu, 2013, ISBN 978-229-005405-5
- Elles se manifestent — Viol, 100 femmes témoignent, Paris, Don Quichotte, 2013, ISBN 978-2359491470
- Nous avons raisons d’espérer, Paris, Flammarion, 2015, ISBN 978-2081334847
- Notre liberté contre leur libéralisme, Paris, Éditions du Cerf, 2018, ISBN 978-2-204-12757-8
- Dites-lui que je l’aime, Paris, Grasset, 2019, ISBN 978-2-2468-1395-8
- À gauche en sortant de l’hyper marché, Paris, Grasset, 2020, ISBN 978-2-2468-2523-4
- Pouvoir vivre en Île-de-France, Paris, Éditions du Seuil, 2021 (ISBN 978-2021484212).
- Les Faussaires de la République, Paris, Éditions du Seuil, 2022 (ISBN 978-2021504811).
- Assemblées, Paris, Éditions Grasset, 2022.
- Sandrine Rousseau (préf. Claire Serre-Combe, avant-propos d’Emmanuelle Cosse, Clémentine Autain, Cécile Duflot, Marie-Pierre de La Gontrie et Laurence Rossignol), Manuel de survie à destination des femmes en politique, Paris, Les Petits matins, 2015, 107 p. (ISBN 978-2-36383-161-3, BNF 44288808).
- L’avenir, c’est l’esprit public, Seuil, 2025.